# Министерство государственных предприятий ЮАР
Министерство Государственных Предприятий ЮАР — одно из министерств в правительстве Южно-Африканской Республики. Основная функция министерства - это надзор за рядом государственных предприятий.

## Предприятия
В Южно-Африканской Республике насчитывается примерно 300 государственных предприятий, девять из которых находятся под ответственностью Министерства Государственных Предприятий ЮАР. К ним относятся:
- Eskom[1] — крупнейший поставщик электроэнергии в стране.
- PBMR (Pebble Bed Modular Reactor) — проект по разработке ядерных реакторов с модульными камнями.
- Alexkor — государственная компания, занимающаяся добычей алмазов.
- Denel — крупная оборонная корпорация.
- Safcol[2] — управление лесными ресурсами и древесной продукцией.
- Broadband Infraco — компания, предоставляющая услуги в сфере телекоммуникаций.
- South African Airways — национальный авиаперевозчик.
- Transnet — ключевая транспортная компания, занимающаяся железнодорожными и портовыми операциями.
- South African Express Airways — авиакомпания, осуществляющая внутренние и международные рейсы.